# ワガノワ・メソッド

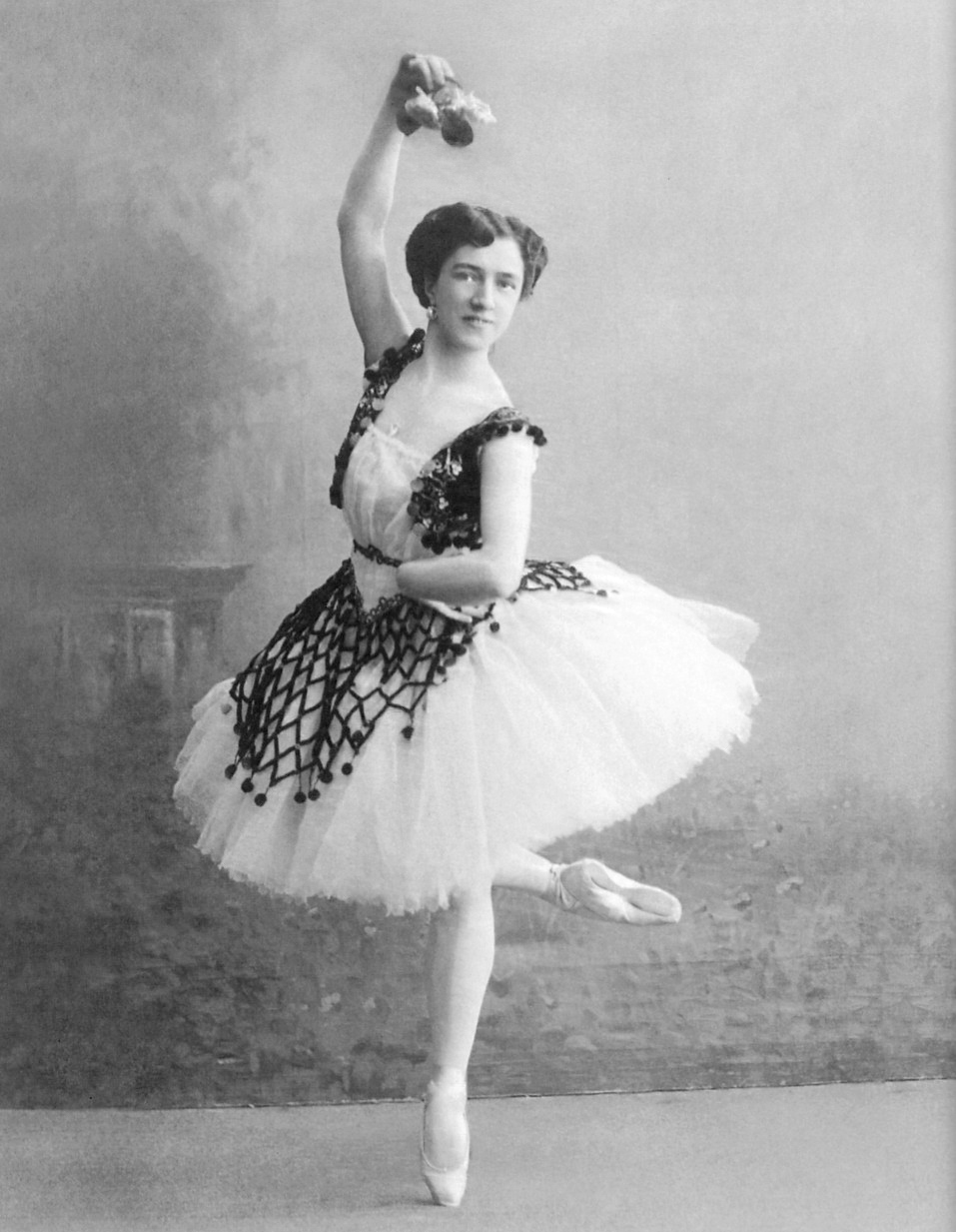
ワガノワ・メソッドの創始者アグリッピナ・ワガノワ。1910年撮影

ワガノワ・メソッド（英語: Vaganova method）は、ロシアのバレエダンサー・バレエ指導者であるアグリッピナ・ワガノワが創始したバレエ・テクニックおよび指導法である。19世紀末のバレエマスターであるマリウス・プティパが指導していた内容に由来するが、クラシック・バレエの指導法として完成・発展させ、かつシラバスとして体系化したのはワガノワの功績である。ワガノワ・メソッドは、ロマン派時代の伝統的なフランス派の要素と、イタリアのチェケッティ・メソッドで重視する運動能力とヴィルトゥオーソ性を融合させたことに特徴がある。指導法は、上半身、脚、足に等しく注意を払いつつ、すべての動作で全身を使うことを意識づけるように設計されている。ワガノワは、こうしたアプローチにより全身を意識して使う感覚を高め、動作を調和させて表現の範囲をより大きく広げることができると考えていた。

## 歴史
1897年、サンクトペテルブルクの帝室バレエ学校を卒業したアグリッピナ・ワガノワは、ロシア帝室バレエ団のバレエダンサーとなった。しかし、当時はアンナ・パヴロワやマチルダ・クシェシンスカヤらが圧倒的な影響力を持っており、舞台には恵まれなかったことから、ワガノワは指導者としてのキャリアを追求するため1916年にダンサーを引退し、1921年にレニングラード振付学校と改称された旧帝室バレエ学校の指導者となった。
その後、レニングラード振付学校で指導していた30年の間に、フランス派・イタリア派・ロシア派の要素を組み合わせたバレエ・テクニックと、それを指導するためのトレーニング手法を開発していった。トレーニング手法には、腰の強靱さや腕の柔らかさ、バレエに必要な体幹の強さや柔軟性、持久力の鍛え方や、どのトピックをいつから、どのくらいの期間教えるかの指定まで含めた詳細な教育課程までが含まれていた。ワガノワは1934年に「クラシック・バレエの基礎」を上梓したが、これは現在でもバレエ・テクニックの指導のための標準的な教科書となっている。また、1948年には「ダンスの基礎」を執筆している。 ワガノワは1951年に亡くなったが、指導法はヴェラ・コストロヴィツカヤやヴェラ・ヴォルコワなどに受け継がれた。
今日、ワガノワ・メソッドはロシアで最も広く採用されているバレエ指導法であり、ヨーロッパや北アメリカでもワガノワ・メソッドで教授するバレエ学校がある。

## 特徴
ワガノワ・メソッドは、「すべてのトレーニングは、グラン・パ・ド・ドゥの過程に包含され発揮される」という原則に基づく。学生はこの原則を証明するように訓練されており、卒業公演で学生がグラン・パ・ド・ドゥを演じるのもこれが理由である。
ワガノワ・メソッドのシラバスは、より難易度の高いフォームに進む前に、「基本」あるいは「準備」のフォームを十分に習得するという、注意深く検討された進度設定に基づいている。これは、資格を持った指導者が、厳格にシラバスに沿って指導する、技術的に体系化されたアプローチとして理解される。シラバスは、学生が新たなパに取り組む際に、そのパと動作を成功させるためには、その土台に正しく確立された基礎がなければならない、という考えに基づいている。そして、基礎を正しく確立するには、相応の時間と一貫した努力が必要である、とされる。
ワガノワ・メソッドで指導するバレエ学校では、毎日のバレエやキャラクター・ダンス、モダンダンス、美容体操や身体づくりの授業に加え、ダンスの歴史や音楽、言語の教育も行われる。バレエの多様化が進み、学生はクラシック・バレエだけを学んでいればよいわけではなくなってきているからである。
ワガノワ・メソッドの用語は他のメソッドとは異なる場合が多く、教授される地域によってさえ異なることがある。例えば、ワガノワ・メソッドでいうグラン・パ・ドゥ・シャはアメリカではソ・ドゥ・シャといい、ワガノワ・メソッドでいうバットマン・ジュテは他のメソッドではデガジェという。
ワガノワ・メソッドで学ぶ学生は、振付や指導法のコースも受講することを勧められる。これを学ぶことにより、バレエダンサーとして十分な成績を収められなかった学生にも、振付家やバレエ指導者としての将来が拓かれることになる。